# Сарыбьево (платформа)
Сарыбьево — бывший остановочный пункт, располагавшийся в Луховицком районе Московской области на тупиковой линии Луховицы —  Зарайск.
Пассажирское сообщение на линии закрыто в 1960-х годах. Формально о.п. не закрывался и продолжает существовать и поныне.

## Состояние платформы
Платформа не используется и находится в разрушенном состоянии. Следов на местности почти нет.